# Tachikawa Ki-70
Tachikawa Ki-70 – japoński samolot rozpoznawczy z okresu II wojny światowej.  Ki-70 został zaprojektowany jako następca Mitsubishi Ki-46, ale jego osiągi okazały się niewystarczające i samolot nie wszedł do produkcji seryjnej, zbudowano tylko trzy prototypy.  W czasie wojny znany był także pod amerykańską nazwą Clara.

## Tło historyczne
W 1937 Koku Hombu (japońskie ministerstwo ds. lotnictwa) zamówiło w zakładach Mitsubishi nowy samolot foto-rozpoznawczy przystosowany do operacji na dużym pułapie i z dużą prędkością niepozwalającą na przechwycenie go przez ówczesne myśliwce.  Powstały w ten sposób Mitsubishi Ki-46 był uważany za jeden z najbardziej eleganckich samolotów wojskowych z okresu II wojny światowej, a także za jeden z najbardziej udanych samolotów tego typu.  W marcu 1939, dwa lata po zamówieniu Ki-46 i osiem miesięcy przed pierwszym lotem tego samolotu, Koku Hombu zamówiło w zakładach Tachikawa Hikoki projekt nowego samolotu który miał być mieć większy zasięg i być szybszy od budowanego wówczas Ki-46.
Do napędu samolotu wybrano silniki Mitsubishi Ha-104M o mocy startowej 1900 KM które dawały konstrukcji teoretyczną prędkość maksymalną 647 km/h na wysokości 5400 metrów.  Aby zmaksymalizować pole ostrzału dla tylnego strzelca zdecydowano zaprojektować samolot z podwójnymi statecznikami pionowymi.

## Opis konstrukcji
Tachikawa Ki-70 był dwusilnikowym średniopłatem ze skrzydłem laminarnym.  Konstrukcja samolotu była prawie całkowicie metalowa, tylko powierzchnie sterowe kryte były płótnem.  Załogę stanowiły trzy osoby (pilot, nawigator, strzelec) siedzące w zamkniętym kokpicie.  Samolot miał podwozie klasyczne, wciągane w locie z kołem ogonowym.  W pierwszej wersji napęd stanowiły dwa chłodzone powietrzem, 18-cylindrowe silniki gwiazdowe typu Mitsubishi Ha-104M o mocy 1900 KM przy starcie, 1810 KM na wysokości 2200 metrów i 1610 KM na wysokości 6100 metrów.  Silniki napędzały czteropłatowe, metalowe śmigła.
Uzbrojenie stanowiły dwa pojedyncze, ruchome karabiny maszynowe Typ 89 kalibru 7,7 mm w dziobie samolotu obsługiwany przez nawigatora i Ho-103 kalibru 12,7 mm strzelający do tyłu obsługiwany przez strzelca pokładowego.
Długość kadłuba samolotu wynosiła 14,5 metrów, rozpiętość skrzydeł 17,8 metrów, a wysokość samolotu wynosiła 3,46 metrów.  Powierzchnia skrzydeł wynosiła 43 metry kwadratowe.
Masa własna samolotu wynosiła 5895 kilogramów, masa startowa 9855 kilogramów, a maksymalna masa startowa do 10.700 kilogramów.
Wyliczona teoretycznie prędkość maksymalna miała wynosić 647 km/h na wysokości 5400 metrów, a prędkość przelotowa na tej samej wysokości - 490 km/h.  Pułap maksymalny wynosił 11.000 metrów, a zasięg do 2480 kilometrów.

## Historia
Po zaprojektowaniu samolotu prace konstrukcyjne nad prototypami posuwały się bardzo powoli i pierwszy prototyp został ukończony dopiero w lutym 1943.  Pierwsze loty wykazały, że nie była to udana konstrukcja.  Samolot był znacznie cięższy niż się spodziewano co powodowało większe niż teoretycznie wyliczone obciążenie skrzydła i mniejszą prędkość maksymalną.  W czasie prób samolot osiągnął zaledwie 580 km/h i był wolniejszy od istniejących już wówczas wersji samolotu Ki-46, Ki-46-II osiągał 604 km/h, a maksymalna prędkość Ki-46-III wynosiła 630 km/h.
Aby poprawić osiągi samolotu, w trzecim prototypie użyto silników Mitsubishi Ha-211-I Ru o mocy 2200 KM ale silniki te okazały się bardzo zawodne, a sama konstrukcja samolotu nadal była zbyt ciężka i zdecydowano się na zakończenie programu.
Samolot nie wszedł do produkcji seryjnej, zbudowano tylko trzy prototypy.
W czasie wojny nosił amerykańską nazwę kodową Clara.